# Lynde and Harry Bradley Foundation
Lynde and Harry Bradley Foundation, grundad 1942 med huvudkontor i Milwaukee, Wisconsin, är en konservativ stiftelse inom den amerikanska nya högern, med ungefär en halv miljard dollar i tillgångar. Stiftelsen expanderade och ändrade sitt fokus 1965 till att påverka den offentliga politiken och policyprocessen. Enligt 1998 års årsredovisning anger stiftelsen att den ger bort mer än 30 miljoner dollar varje år. Lynde and Harry Bradley Foundation har finansierat federala institut, publikationer, och arbetat för fria skolval och olika utbildningsprojekt.